# Serra Devassa
A Serra Devassa é uma serra portuguesa localizada na freguesia das Sete Cidades, concelho de Ponta Delgada, ilha de São Miguel, arquipélago dos Açores.
Este acidente geológico tem o seu ponto mais elevado, no Pico das Éguas a 873 metros de altitude acima do nível do mar e dá forma a um dos maiores maciços montanhosos da ilha de São Miguel.
Esta formação montanhosa deu origem a toda a parte Oeste da ilha e alberga uma área de grande povoamento florestal onde se observa uma variada, abundante e muito rica floresta dominada pela flora endémica típica da macaronésia.
Nesta área podem ser observadas abundantes plantações de Criptomeria.
A associação entre esta flora cada vez mais rara, associada à paisagem envolvente onde se destaca a Lagoa das Sete Cidades, deu origem à criação da Zona de Paisagem Protegida das Sete Cidades.
Os pontos mais elevados desta serra encontram-se na Chã do Marco, na elevação da Lomba do Pico, no Pico das Éguas.
Dentro do espaço dominado por esta serra encontra-se a Lagoa das Sete Cidades, a maior de todo o maciço e muitas outras de menor dimensão como é o caso da Lagoa do Canário, da Lagoa de Pau Pique, da Lagoa do Junco, a Lagoa das Éguas, a Lagoa Rasa.